# Pirofosfato de sódio
Pirofosfato de sódio, também chamado Pirofosfato tetrassódico ou fosfato de tetrassódio, é um composto químico levemente tóxico e medianamente irritante, incolor transparente e cristalino com a fórmula Na4P2O7 e número CAS 7722-88-5. Contém o íon pirofosfato. A toxidade é aproximadamente o dobro do sal de cozinha quando ingerido.. Há uma forma hidratada, Na4P2O7.10(H2O) a qual tem o número CAS 13472-36-1.
Pirofosfato de sódio é usado como um agente tamponador, um emulsificante, e um espessante, e é frequentemente usado como um aditivo alimentar. Alimento onde comumente se usa o pirofosfato de sódio incluem nuggets, marshmallows, pudins, carne de caranguejos e siris, kani kama, atum, e alternativas à carne baseadas em proteína de soja.
Em pastas de dentes, pirofosfato de sódio atua como um agente de controle do tártaro, servindo para remover cálcio e magnésio da saliva e então prevenindo sua deposição nos dentes. Pirofosfato de sódio é algumas vezes usado em detergentes domésticos para prevenir deposição similar sobre têxteis, como roupas, pessoais, de cama, banho e mesa, na lavagem destas, mas devido a seu conteúdo de fosfato causa eutrofização das massas de agua, promovendo o crescimentos de algas.
Pirofosfato de sódio é o cristal depositado nas juntas na condição médica chamada pseudo-gota.